# Ribeirão Grande (vattendrag i Brasilien, Paraná, lat -24,68, long -48,96)
Ribeirão Grande är ett vattendrag i Brasilien.   Det ligger i delstaten Paraná, i den södra delen av landet, 1 000 km söder om huvudstaden Brasília.
I omgivningarna runt Ribeirão Grande växer i huvudsak städsegrön lövskog. Runt Ribeirão Grande är det mycket glesbefolkat, med 4 invånare per kvadratkilometer.